# Univerzita Paříž IV
Univerzita Paříž IV, francouzsky plným názvem Université Paris IV Paris-Sorbonne byla francouzská vysoká škola a jedna z univerzit, které vznikly rozdělením starobylé Pařížské univerzity v roce 1971. Hlavní sídlo školy je v Paříži v 5. obvodu v Latinské čtvrti v historické budově Sorbonny, po které nesla svůj název (dnes humanitní fakulta Sorbonne Université). Škola vznikla z bývalé filozofické a humanitněvědné fakulty a specializovala se na humanitní vědy jako dějiny umění, archeologie, hudba a muzikologie, jazyky moderní i klasické, geografie, historie, filozofie, sociologie apod.
V roce 2018 došlo ke vzniku Sorbonne Université sloučením Univerzity Paříž IV, Univerzity Paříž VI (která se specializuje na přírodní vědy) a několika menších výzkumných institucí.  